# Coprosma hookeri
Coprosma hookeri är en måreväxtart som beskrevs av Otto Stapf. Coprosma hookeri ingår i släktet Coprosma och familjen måreväxter. Inga underarter finns listade i Catalogue of Life.